# 恰戈多夏区
恰戈多夏区（俄语：Чагодощенский район）是俄罗斯联邦沃洛格达州下辖的一个区，其行政中心为恰戈达。据2016年统计，该区的人口为12589人。